# 柏林之围
《柏林之围》（法文：Le Siège de Berlin）是法國作家阿尔封斯·都德撰寫的短篇小說，收錄於《星期一故事集》。主人公是一位拿破仑帝国时期的老军人，他在普法战争爆发之后看到一次法军失败的战报而中风。他的孙女和主治医生为了挽救他的生命而编造了之后一系列法军胜利的消息。而最后，普鲁士人以胜利者的姿态进入巴黎时，老上校目睹了这一幕高呼“拿起武器”之后便倒地去世。

## 登場角色
- 儒孚上校，主人公
- 儒孚的孙女
- 医生
- 麦克马洪